# Parnall Peto
Parnall Peto byl britský dvoumístný plovákový letoun. Tento letoun byl určen pro start z ponorky. Letoun Parnall Peto startoval z letadlové ponorky HMS M2. Peto měl velmi malé rozměry, protože muselo být možné složit ho do ponorky. První letoun N181 byl poháněn motorem Bristol Lucifer o výkonu 128 HP. Letoun měl plováky z mahagonové překližky typu "Consuta". Byl postaven ze dřeva, textilu, hliníku a oceli. Byl zkonstruován konstruktérem Haroldem Bolasem a poprvé vzlétl 4. června 1925. Výkony byly uspokojivé, ale přesto byl postaven nový letoun N182 s novými křídly, kovovými plováky a novým motorem Armstrong Siddeley Mongoose o výkonu 169 hp. Testy na moři i ve vzduchu prokázaly, že konstruktér Harold Bolas požadavky splnil, a letadlo bylo prohlášeno za výjimečně dobré.
- N181 – Byl zničen na Gibraltaru 11. února 1930, ale poté byl opraven a s vylepšenými plováky byl přejmenován na N225. Byl ztracen při potopení ponorky HMS M2.
- N182 – Havaroval 29. června 1930 ve Stokes Bay.[3]

## Hlavní technické údaje
Údaje:
- Osádka: 2 (pilot a pozorovatel)
- Nosná plocha křídel: 15,66 m²
- Hmotnost prázdného stroje: 585 kg
- Vzletová hmotnost: 878 kg
- Délka: 6,97 m
- Rozpětí křídel: 8,80 m
- Výška: 2,75 m
- Pohon: Armstrong Siddeley Mongoose
- Dostup: 11 300 m
- Maximální rychlost: 181 km/h
- Stoupavost: 186 m/min
- Vytrvalost: 2 h